# Проект «Рози»
«Проект „Рози“» — первая книга австралийского писателя Грэма Симсиона, изданная в 2013 году. Сюжет книги вращается вокруг преуспевающего учёного-генетика, страдающего синдромом Аспергера, что весьма осложняет ему социальные контакты вообще и попытки завести семью в частности. Ещё до публикации, в 2012 году, роман стал лауреатом премии Victorian Premier's Unpublished Manuscript Award. Книга стала бестселлером, была переведена и издана в нескольких десятках стран. Экранизация книги находится в начальной стадии (права на экранизацию куплены компанией Sony Pictures Entertainment). В 2015 году издан сиквел романа — «Эффект „Рози“». В планы автора входит создание по крайней мере ещё одной книги про героев «Проекта „Рози“».

## Сюжет
Дон Тильман — профессор генетики в Мельбурнском университете, талантливый учёный, спортивный, обеспеченный человек, чья жизнь посвящена достижению максимальной эффективности. Дон в курсе того, что он плохо понимает социальные условности и поэтому его контакты с людьми, за исключением нескольких близких друзей, часто весьма неуклюжи, а попытки романтических отношений заканчиваются на первом же свидании. Прочитав по просьбе товарища публичную лекцию на тему синдрома Аспергера, Дон постепенно приходит к пониманию, что он сам является жертвой этого синдрома. 
Попытка Дона найти себе пару научным методом с помощью тщательно составленного (на 30 страниц) опросника не приносит ощутимых результатов, но он знакомится с Рози, ошибочно посчитав, что она обратилась к нему в качестве потенциальной пары. Быстро поняв, что Рози не отвечает  основным критериям опросника (она опаздывает на свидания, не занимается спортом и курит, кроме всего прочего), он тем не менее оказывается всё больше вовлечён в её жизнь. Рози, которая представляется Дону барменшей (а на самом деле является докторанткой по психологии, подрабатывающей в баре для оплаты учёбы), занята поиском своего биологического отца. Помогая Рози, Дон вынужден нарушать правила, что для него немыслимо, перекраивать своё сверхэффективное расписание, что для него мучительно больно, и осваивать новые навыки (смешивание коктейлей, салонные танцы), что он умеет делать отлично. Постепенно Дон приходит к выводу,  что именно Рози он хочет видеть своей женой, но она отвергает его предложение, мотивируя это тем, что он не способен любить. Дон пытается понять идею любви  на примере романтических фильмов и приходит в отчаяние, понимая, что он совершенно не сопереживает героям.
Тем не менее Дон находит в себе силы осознать, что эмпатия к киногероям — это не то же самое, что любовь, и сам факт отчаяния говорит о том, что он способен любить и действительно любит Рози. Параллельно поиски отца Рози также выходят на финишную прямую. Одним из потенциальных кандидатов в отцы оказывается Джин, тот самый, который послал к нему Рози изначально и вместе со своей женой Клодией курировал Дона в его поисках пары. Дон оказывается перед моральной дилеммой (что само по себе ему крайне несвойственно), проверять ли Джина на отцовство, но события разворачиваются помимо его воли. Книга заканчивается тем, что Рози принимает предложение Дона; человек, которого Рози всю жизнь считала своим приёмным отцом, оказывается её отцом настоящим, а путаница возникла из-за того что покойная мать Рози когда-то неправильно поняла объяснения Джина о генетических законах наследования цвета глаз у детей.

## Экранизация
В июле 2021 года стало известно что звезда Человек из стали и Ведьмака Генри Кавилл, сыграет фильме Проект Рози который снимет Стив Фальк также напишет сценарий.